# Guillaume Faye
Guillaume Faye (n. 7 noiembrie 1949, Angoulême, Poitou-Charentes, Franța – d. 6 martie 2019, Paris, Métropole du Grand Paris, Franța) a fost un jurnalist și scriitor francez. Este considerat drept unul dintre ideologii Noii Drepte.

## Biografie
Cu doctorat de la Institutul de Studii Politice din Paris, Guillaume Faye fost unul dintre principalii teoreticieni ai Noii Drepte franceze (Nouvelle Droite) în anii 1970-80. Un fost membru al Grupului de cercetare și de studiu al civilizației europene (GRECE) condusă de Alain de Benoist, pe care l-a părăsit în 1986 alături de Yann-Ber Tillenon, Tristan Mordrelle și Goulven Pennaod. La acea vreme era aproape de grupurile naționaliste neopăgâne. În același timp, el și-a continuat drumul ca jurnalist, și anume în revistele Le Figaro, Paris Match, VSD etc. Guillaume Faye a condus, de asemenea, un jurnal numit J'ai Tout Compris! („Am înțeles totul!”). În 1987, Faye sa retras din politică. 
În 1998, în cele din urmă sa reîntors în politică după ce a publicat câteva eseuri pe diverse teme precum cultura și religia. Câteva dintre aceste eseuri au fost colectate în lucrarea sa majoră Archeofuturism. Această carte își prezintă ideile sale fundamentale prin opoziția sa față de imigrație, respingerea politicii europene contemporane, apelul său la o abordare paneuropeană, iar termenul „arheofuturism” implică combinarea spiritualității tradiționaliste și a conceptelor de suveranitate cu cele mai recente progrese în știință și tehnologie.

## Viziuni
Guillaume Faye considera că rasa albă este în declin în întreaga lume, inclusiv în Statele Unite. Europenii sunt victime ale regresului cultural și educațional, primitivismului și materialismului. Considera că în viitor în multe țări ale Uniunii Europene, vor ibucni războaie civile, deoarece are loc o schimbare în compoziția etnică a populației. Europenii ar trebui să abandoneze cu ideile pluralismului, să ridice sloganele etnocentrismului și conviețuirii în mod independent. 
Susținea, de asemenea, o viitoarea Mare Europă, imperială și federală, omogenă din punct de vedere etnic și rasial, creată pe baza unor regiuni autonome mari. Această Mare Europă legată printr-o uniune cu Rusia, ar crea un uriaș bloc continental numit Euro-Siberia. Lumea viitorului de către Faye era văzută, în primul rând, ca o lume a blocurilor statale mari. Statul evreu, în opinia sa este condamnat. Totodată, susținea că, dacă europenii vor să supraviețuiască, atunci trebuie să „urmeze ideile rezistenței, noii reconquiste și apoi să treacă de la reconquista la o revoluție conservatoare, constructivă și creatoare, referindu-se la principiile biologice etnice și rasiale”. Ideologia revoluției conservatoare a lui Faye este denumită de mulți „arheofuturism”.

## Lucrări
- La Nouvelle question juive („Noua chestiune evreiască”), 2007.
- Archeofuturism – European visions of the post-catastrophic age („Arheofuturism – Viziunea europeană a epocii post-catastrofă”), 2010.
- Why we Fight – manifesto of the European resistance („De ce Luptăm – manifestul rezistenței europene”), 2011
- Convergence of Catastrophes („Convergența catastrofelor”), 2012.
- The Colonisation of Europe („Colonizarea Europei”), 2016.

## Legături externe
- Avant-Guerre: Chronique d’un cataclysme annoncé (Pre-War: Account of an Impending Cataclysm).
- Le coup dEtat mondial: Essai sur le Nouvel Impérialisme Américain. Arhivat în 20 noiembrie 2008, la Wayback Machine.